# Dirk Raudies
Dirk Raudies (Biberach an der Riß, 17 giugno 1964) è un pilota motociclistico tedesco, campione del mondo della classe 125 nel 1993.

## Carriera
Scoperto dalla Yamaha, partecipò nel 1986 alla Castrol-Cup arrivando quinto. Terzo l'anno successivo, nel 1988 partecipò sia al campionato nazionale classe 125, in cui arrivò settimo, sia a quello europeo in cui fu tredicesimo. A dispetto di questi risultati deludenti, la Honda ne intuì la capacità ed infatti con la nuova motocicletta Raudies fu terzo nel campionato tedesco nel 1989 e primo nel 1990. Nel 1989 inoltre, con due vittorie, chiude terzo nel campionato europeo classe 125.
Fin dal 1989 Raudies partecipò al motomondiale nella classe 125, facendosi notare nell'anno dell'esordio con un buon sesto posto ottenuto nel Gran Premio d'Austria. Nel 1990 fu quinto nella classifica generale, ed ottenne grande notorietà nella sua nazione per il 2º posto conquistato nel Gran Premio di Germania. Nel 1991 fece segnare dei passi indietro e fu solo ottavo al termine della stagione.
L'anno seguente vinse il suo primo Gran Premio di motociclismo durante la corsa disputata in Brasile mentre nel 1993, a seguito di nove vittorie (ottenute in Australia, Malaysia, Giappone, Germania, Paesi Bassi, San Marino, Gran Bretagna, Italia e Stati Uniti d'America) e 280 punti divenne campione del mondo per la 125. Sempre nel 1993 vince anche il campionato spagnolo velocità.
Nonostante il successo Raudies non volle salire di categoria e nel 1994 vinse tre gare, ma l'andamento incostante della sua moto lo costrinse alla quarta piazza con 162 punti. Peggio ancora andò l'annata seguente, dove vinse solo il Gran Premio d'Olanda ed ottenne la quinta piazza con 124,5 punti iridati. Seppur con risultati in forte calo, il tedesco continuò a correre per altri due anni ma all'inizio della stagione 1998 appese definitivamente il casco al chiodo.

## Risultati nel motomondiale
| 1989 | Classe | Moto  |  |  |    |  |  |    |   |    |    |    |  |    |    |    |    | Punti | Pos. |
| ---- | ------ | ----- |  |  | -- |  |  | -- | - | -- | -- | -- |  | -- | -- | -- | -- | ----- | ---- |
| 1989 | 125    | Honda |  |  | NE |  |  | 12 | 6 | NE | 15 | 13 |  | 13 | 11 | 13 | NE | 29    | 15º  |

| 1990 | Classe | Moto  |   |    |    |   |   |     |    |    |   |   |    |   |   |    |   | Punti | Pos. |
| ---- | ------ | ----- | - | -- | -- | - | - | --- | -- | -- | - | - | -- | - | - | -- | - | ----- | ---- |
| 1990 | 125    | Honda | 4 | NE | 10 | 2 | 2 | Rit | 13 | 11 | 6 | 8 | 13 | 8 | 6 | 13 | 6 | 113   | 5º   |

| 1991 | Classe | Moto  |    |    |    |   |    |   |   |   |    |   |     |   |     |    |   | Punti | Pos. |
| ---- | ------ | ----- | -- | -- | -- | - | -- | - | - | - | -- | - | --- | - | --- | -- | - | ----- | ---- |
| 1991 | 125    | Honda | 21 | 11 | NE | 9 | 10 | 8 | 4 | 5 | 10 | 6 | Rit | 9 | Rit | NE | 8 | 81    | 8º   |

| 1992 | Classe | Moto  |   |   |   |   |   |   |   |    |    |   |   |   |   |  |  | Punti | Pos. |
| ---- | ------ | ----- | - | - | - | - | - | - | - | -- | -- | - | - | - | - |  |  | ----- | ---- |
| 1992 | 125    | Honda | 9 | 7 | 5 | 7 | 2 | 5 | 6 | NP | 15 | 7 | 4 | 1 | 4 |  |  | 91    | 6º   |

| 1993 | Classe | Moto  |   |   |   |     |   |   |   |   |   |   |   |   |   |   |  | Punti | Pos. |
| ---- | ------ | ----- | - | - | - | --- | - | - | - | - | - | - | - | - | - | - |  | ----- | ---- |
| 1993 | 125    | Honda | 1 | 1 | 1 | Rit | 3 | 1 | 1 | 5 | 1 | 1 | 2 | 1 | 1 | 8 |  | 280   | 1º   |

| 1994 | Classe | Moto  |    |   |     |   |   |   |     |   |   |   |   |   |   |   |  | Punti | Pos. |
| ---- | ------ | ----- | -- | - | --- | - | - | - | --- | - | - | - | - | - | - | - |  | ----- | ---- |
| 1994 | 125    | Honda | 10 | 4 | Rit | 5 | 1 | 1 | Rit | 5 | 5 | 8 | 7 | 8 | 6 | 1 |  | 162   | 4º   |

| 1995 | Classe | Moto  |     |   |     |   |   |     |   |   |   |     |   |   |   |  |  | Punti | Pos. |
| ---- | ------ | ----- | --- | - | --- | - | - | --- | - | - | - | --- | - | - | - |  |  | ----- | ---- |
| 1995 | 125    | Honda | Rit | 7 | Rit | 3 | 5 | Rit | 1 | 2 | 4 | Rit | 8 | 3 | 5 |  |  | 124,5 | 5º   |

| 1996 | Classe | Moto  |     |   |     |    |     |   |   |    |     |   |    |    |    |    |    | Punti | Pos. |
| ---- | ------ | ----- | --- | - | --- | -- | --- | - | - | -- | --- | - | -- | -- | -- | -- | -- | ----- | ---- |
| 1996 | 125    | Honda | Rit | 4 | Rit | 13 | Rit | 6 | 6 | 16 | Rit | 2 | 10 | 14 | 10 | 10 | 11 | 81    | 13º  |

| 1997 | Classe | Moto  |    |     |    |    |     |    |     |    |     |    |     |    |    |     |     | Punti | Pos. |
| ---- | ------ | ----- | -- | --- | -- | -- | --- | -- | --- | -- | --- | -- | --- | -- | -- | --- | --- | ----- | ---- |
| 1997 | 125    | Honda | 14 | Rit | 20 | 20 | Rit | 10 | Rit | 17 | Rit | 20 | Rit | 19 | 17 | Rit | Rit | 8     | 25º  |

| Legenda | 1º posto        | 2º posto            | 3º posto            | A punti      | Senza punti        | Grassetto – Pole position Corsivo – Giro più veloce |
| Legenda | Gara non valida | Non qual./Non part. | Ritirato/Non class. | Squalificato | '-' Dato non disp. | Grassetto – Pole position Corsivo – Giro più veloce |